# L'Escorxador (Begues)
L'Escorxador és un edifici al nucli de Begues aïllat format per una nau rectangular i una més petita, lateral, amb coberta a dues vessants de teula àrab. Les obertures presenten grans arcs de mig punt que tenen continuïtat a l'interior amb d'altres més petites. Tot el conjunt de façanes presenta sòcol amb aplacat de pedra. L'ornamentació és d'obra vista a totes les obertures, arestes i coronament de l'edifici.

Aquest edifici, fa funció a l'Ajuntament de Begues i a les diverses entitats del poble, per poder realitzar activitats diverses, com concerts, xerrades, etc.